# 瓦奇夫
50°20′50″N 26°58′20″E / 50.34722°N 26.97222°E
瓦奇夫（烏克蘭語：Вачів），是烏克蘭西部的村莊，隸屬赫梅利尼茨基州的舍佩蒂夫卡區。該村始建於1520年，面積1.25平方公里，海拔高度233米，2001年人口258，人口密度每平方公里206.4人。